# Stazione di Cuneo

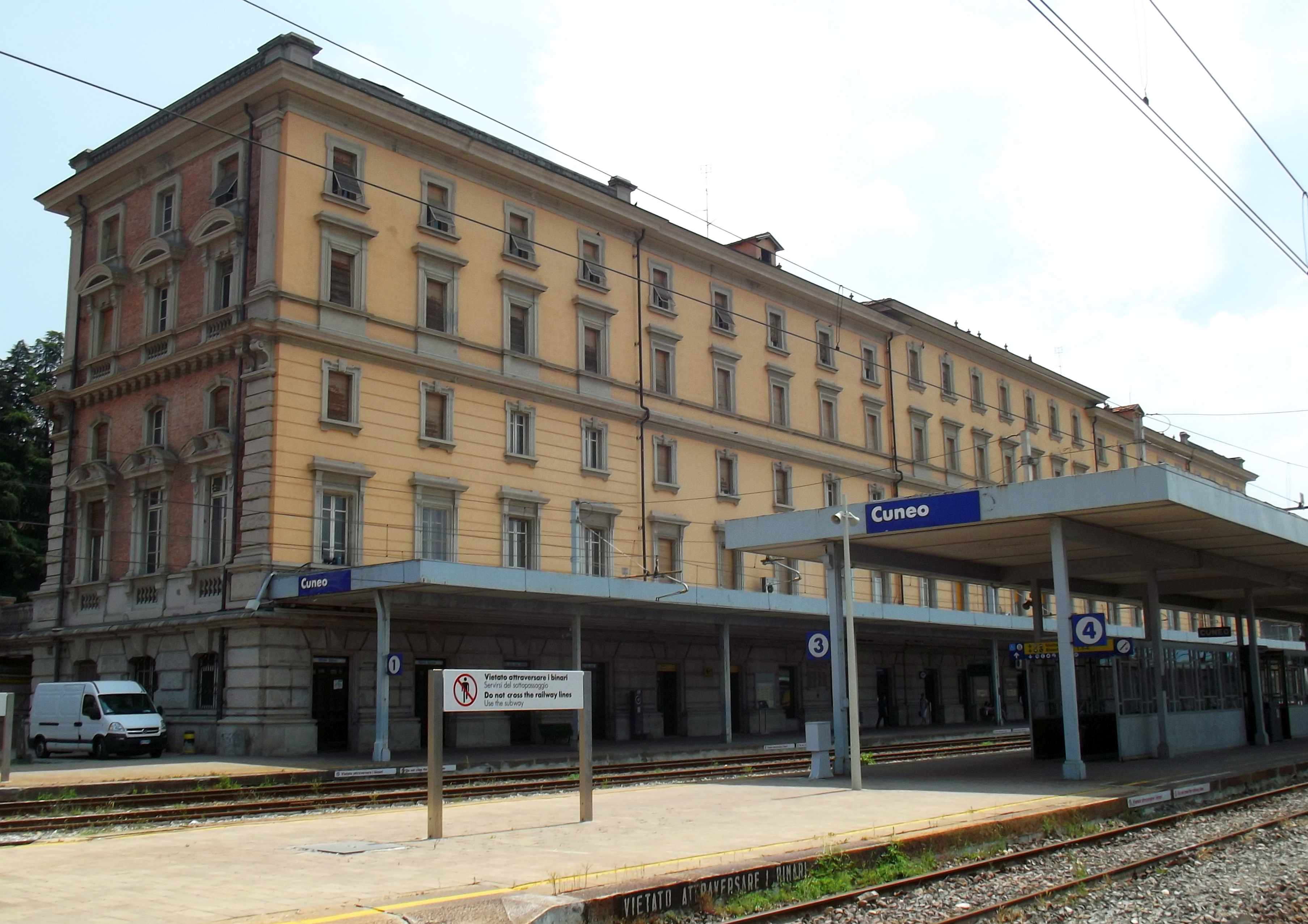
La stazione vista dal lato binari

La stazione di Cuneo (detta anche Cuneo Altipiano) è la principale stazione ferroviaria della città di Cuneo. Si trova in piazzale della Libertà, ad ovest dell'abitato.
Fino al 2012 era attiva nel comune anche un'altra stazione ferroviaria, Cuneo Gesso, sulla linea per Mondovì poco distante dalla frazione Borgo San Giuseppe (già Borgo Gesso).

## Storia
I lavori di costruzione della stazione cominciarono nel 1900 e finirono nel 1937. La prima pietra fu posta il 22 settembre 1913, e la stazione entrò in servizio il 7 novembre 1937 assieme alla nuova tratta Madonna dell'Olmo-Cuneo-Borgo San Dalmazzo, che sostituì la vecchia linea via Cuneo Gesso-Boves-Borgo San Dalmazzo. L'impianto venne inaugurato alla presenza del Ministro delle Comunicazioni Antonio Stefano Benni.
Il cantautore Gianmaria Testa (1958-2016), che accanto all'attività musicale esercitava la professione di ferroviere, è stato capostazione dello scalo.

## Strutture e impianti
La facciata del fabbricato passeggeri è in stile neobarocco piemontese, sono presenti elementi architettonici in pietra simile al granito rosa di Baveno.
La stazione, dal 2000 gestita da Rete Ferroviaria Italiana, dispone di sei binari per il servizio viaggiatori, numerati da 1 a 6 (il binario 2 è sprovvisto di marciapiede e viene impiegato nelle manovre per la composizione dei treni), di un fascio merci composto da sette binari e altri sette binari tronchi (uno a nord e sei a sud del fabbricato passeggeri).
Il deposito locomotive, che possedeva quindici binari tronchi, si trovava sulla sponda destra della Stura a circa due km sud-ovest dello scalo principale, a cui era collegato con una linea a doppio binario elettrificata gestita in regime di blocco automatico. Su questa linea i treni, in eccezione alla regola, percorrevano il binario di destra; di conseguenza i segnali sono posti alla destra del binario che comandano.
Dal 30 marzo 2009 è attivo un sistema automatico di informazione al pubblico, interfacciato direttamente con gli apparati di gestione della circolazione dei treni, che garantisce informazioni tempestive ed aggiornate in italiano e in inglese. Questo impianto comprende diffusori sonori e monitor.
La stazione era capolinea della linea proveniente da Mondovì, chiusa il 17 giugno 2012.

## Movimento
La stazione è servita da treni regionali svolti da Trenitalia in direzione Torino Porta Nuova, Fossano, Limone e Ventimiglia, nell'ambito del contratto di servizio stipulato con la Regione Piemonte. Dal 27 gennaio 2025 è anche capolinea dei treni in direzione Savigliano, gestiti da Arenaways.

## Servizi
La stazione, che RFI classifica nella categoria Gold, dispone di:
- Biglietteria a sportello
- Biglietteria automatica
- Servizi igienici

## Interscambi
- Fermata autobus